# Bệnh dưỡng bào
Bệnh dưỡng bào hay bệnh tế bào mast (tiếng Anh: mastocytosis), một loại bệnh của dưỡng bào, là một rối loạn hiếm gặp ảnh hưởng đến cả trẻ em và người lớn gây ra bởi sự tích tụ của các tế bào chức năng khiếm khuyết mast (còn gọi là mastocytes) và  tế bào mast tiền thân CD34 +.
Những người bị ảnh hưởng bởi mastocytosis dễ bị một loạt các triệu chứng, bao gồm ngứa, nổi mề đay và sốc phản vệ, gây ra bởi sự giải phóng histamine và các chất gây viêm khác từ tế bào mast.

## Dấu hiệu và triệu chứng

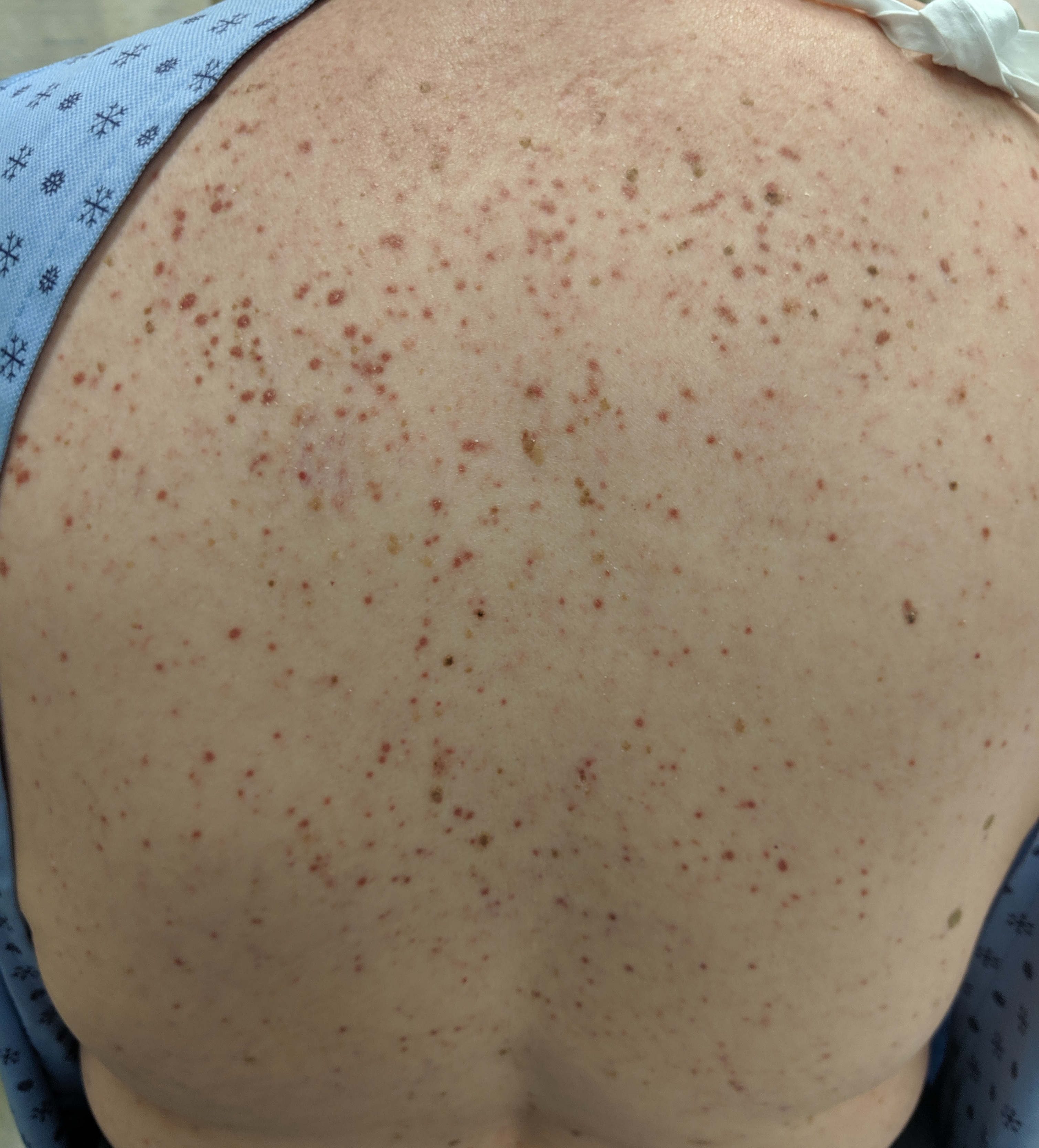
Bệnh tế bào mast

Khi các tế bào mast trải qua quá trình thoái hóa, các chất được giải phóng có thể gây ra một số triệu chứng có thể thay đổi theo thời gian và có thể có cường độ từ nhẹ đến nặng. Bởi vì các tế bào mast đóng vai trò trong các phản ứng dị ứng, các triệu chứng của mastocytosis thường tương tự như các triệu chứng của phản ứng dị ứng. Chúng có thể bao gồm, nhưng không giới hạn với các triệu chứng 
- Mệt mỏi
- Tổn thương da (nổi mề đay sắc tố), ngứa và nổi mề đay da liễu (viết da)
- Khó chịu ở bụng
- Buồn nôn
- Bệnh tiêu chảy
- Không dung nạp Olfactive
- Viêm tai / mũi / họng
- Sốc phản vệ (sốc do nguyên nhân dị ứng hoặc miễn dịch)
- Các cơn huyết áp rất thấp (bao gồm sốc) và ngất xỉu
- Đau xương hoặc cơ
- Mật độ xương giảm hoặc mật độ xương tăng (loãng xương hoặc osteosclerosis)
- Đau đầu
- Trầm cảm [4]
- Khó chịu ở mắt
- Tăng sản xuất axit dạ dày gây loét dạ dày (tăng kích thích tế bào enterochromaffin và kích thích histamine trực tiếp trên tế bào thành phần)
- Hấp thu kém (do bất hoạt enzyme tụy do tăng axit) [5]
- Gan lách to

## Sinh lý bệnh
Tế bào mast nằm trong mô liên kết, bao gồm da, lớp lót của dạ dày và ruột và các vị trí khác. Chúng đóng một vai trò quan trọng trong việc bảo vệ miễn dịch chống lại vi khuẩn và ký sinh trùng. Bằng cách phát hành các "báo động" hóa học như histamine, các tế bào mast thu hút những thành phần quan trọng khác của hệ thống phòng thủ miễn dịch đến các khu vực cần thiết của cơ thể.